# تاريخ مصر
تاريخ مصر هو أطول تاريخ مستمر لدولة في العالم لما يزيد عن 7000 عام قبل الميلاد. حيث تميزت مصر بوجود نهر النيل الذي يشق أرضها والذي اعتبر عامل مساعد لقيام حضارة عريقة بها، كما تقع مصر بموقع جغرافي متميز يربط بين قارتي آسيا وإفريقيا ويرتبط بقارة أوروبا عن طريق البحر الأبيض المتوسط. كل هذا أدى إلى قيام حضارة عرفت بأنها من أقدم الحضارات في التاريخ الإنساني.

## العصر الفرعوني

### عصر الدولة القديمة
تطورت الحضارة المصرية وظهرت مبادئ «حكومة مركزية» حوالي العام 3200 ق.م. حيث قام الملك مينا بتوحيد مملكتي الشمال والجنوب المصريتين. وشهد عصر هذه الدولة نهضة شاملة في شتى نواحي الحياة، حيـث توصـل المصريـون إلى الكتابة الهيروغليفية أي النقش المقدس، وتأسست ممفيس كأول عاصمة للبلاد واهتم الملوك بتأمين حدود البلاد ونشطت حركة التجارة بين مصر والسودان· واستقبلت مصر عصرا مزدهرا في تاريخها عرف باسم عصر بناة الأهرامات، وشهد هذا العصر بناء أول هرم في مصر والعالم وهو هرم زوسر المدرج المعروف بهرم سقارة والذي يعد أول بنيان حجري في العالم وأقيم العام 2861 ق.م·، ومع تطور الفن والزراعة والصناعة استخدم المصريون أول أسطول نهري بري لنقل منتجاتهم· وبلغت الملاحة البحرية شأنا عظيما وأصبحت حرفة منظمة كغيرها من الحرف الراسخة التي اشتهرت بها مصر القديمة، وفي هذا العصر حكمت الأسر من الأسرة الثالثة إلي الأسرة السادسة.
الفراعنة مارسوا لعب الكرة قبل 3000سنة قبل الميلاد وكانت تحصل عندهم مسابقات يتوج الفريق الفائز فيها في قيراطان من الذهب

### عصر الدولة الوسطى

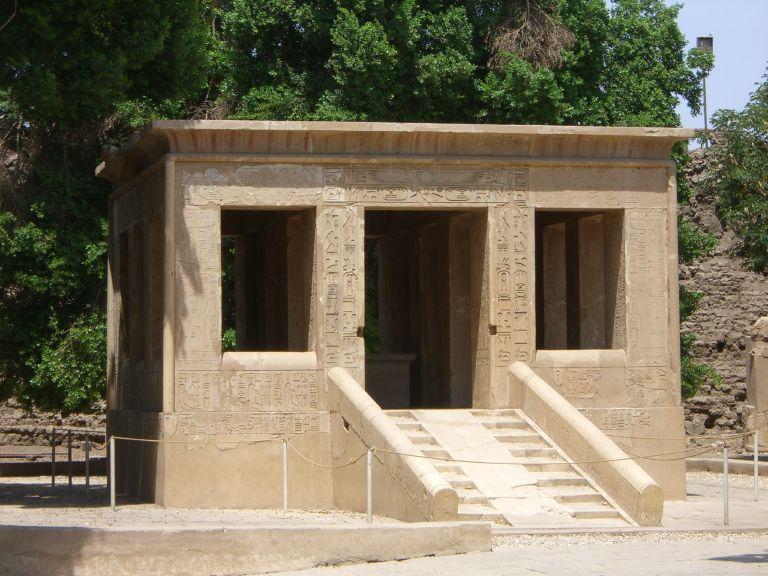
قدس الأقداس الأبيض بالكرنك

يسبق الدولة الوسطى (2040 - 1640 ق.م.) العصر المتوسط الأول والذي حكمت فيه الأسرات بدأ من السابعة وحتى العاشرة والذي انتهى بتقسيم البلاد، ليأتي عصر الدولة الوسطى بدأ من الفرعون منتوحتب الثاني في 2065 ق.م والذي كان أميرا لطيبة وأعاد توحيد البلاد وفرض النظام، واهتم ملوك الدولة الوسطى بالمشروعات الأكثر نفعا للشعب فازدهرت الزراعة وتطورت المصنوعات اليدوية، وأنتج الفنانون المصريون والمهندسون تراثا إلى رائعا انتشر في الأقصر والفيوم وعين شمس· كذلك ازدهر الفن والأدب في هذا العصر، ومن ملوك هذا العصر أمنمحات الأول، أمنمحات الثالث وتلى هذه الدولة العصر المتوسط الثاني والذي حكمت فيه الأسرات من 13 إلي 17 والذي ضعفت فيه الدولة الوسطى فأدى ذلك لإغارة قبائل تسكن منطقة شرق المتوسط عرفوا باسم الهكسوس لمصر وغزوهم مناطق في شمال ووسط البلاد.

### عصر الدولة الحديثة

مصر في فترة المملكة الحديثة أو الدولة الحديثة في أقصى إتساع لها بالقرن الخامس عشر قبل الميلاد

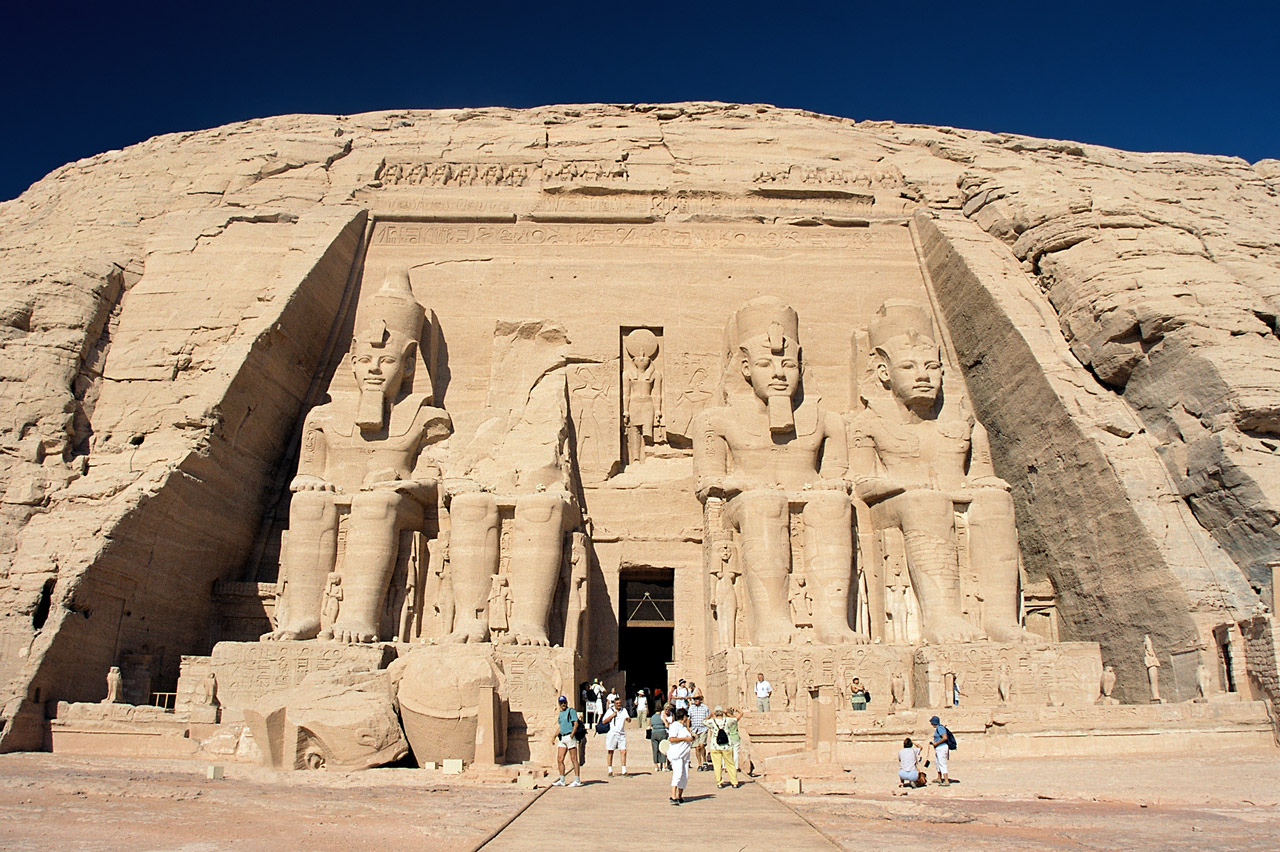
معبد أبو سمبل

(1580 - 1150ق·م) بعد أن تم للملك أحمس الأول القضاء على الهكسوس وطردهم خارج حدود دولة مصر الشرقية عاد الأمن والاستقرار إلى ربوع البلاد· وبدأت مصر عهداً جديداً هو عهد الدولة الحديثة، وأدركت مصر أهمية القوة العسكرية لحماية البلاد، فتم إنشاء جيش قوى لتكوين إمبراطورية عظيمة امتدت من نهر الفرات شرقاً إلى الشلال الرابع على نهر النيل جنوباً· لتصبح مصر بذلك أول قوة عظمى في تاريخ البشرية ، وصارت بذلك إمبراطورية عظيمة مترامية الأطراف وأقدم إمبراطورية في التاريخ· لقد حاز ملوك وملكات الأسرة الثامنة عشرة شهرة عالمية في ميادين السياسة والحرب والثقافة والحضارة والدين· أحمس بطل التحرير، أمنحوتب الأول العادل الذي أصدر قانونا بمنع السخرة وبوضع المعايير العادلة للأجور والحوافز ·· تحتمس الأول المحارب الذي وسع الحدود المصرية شمالا وجنوبا ونشر التعليم وتوسع في فتح المناجم وصناعة التعدين ·· تحتمس الثاني المتأنق وتحتمس الثالث الإمبراطور صاحب العبقرية العسكرية الفذة وأول فاتح عظيم في تاريخ العالم ·· وتحتمس الرابع الدبلوماسي الذي كان أول من اهتم بتدوين وتسجيل المعاهدات الدولية·· وامنحوتب الثالث أغنى ملك في العالم القديم والذي فتح المدارس «بيوت الحياة» لنشر التعليم والفنون التشكيلية والتطبيقية ··

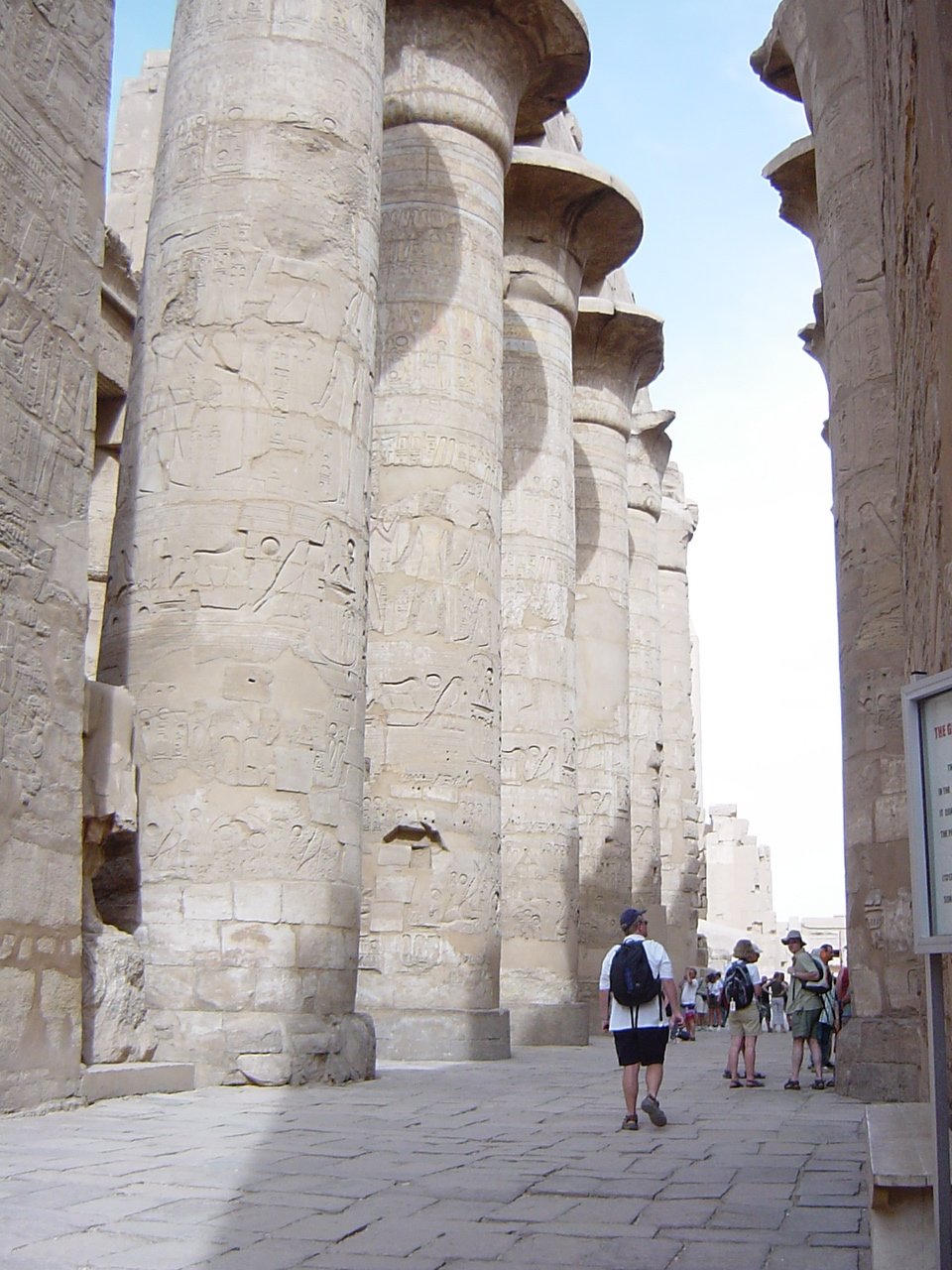
بهو الأعمدة بمعبد الكرنك

 وإخناتون أول من نادى بتوحيد الآلهة الفرعونية ورمز لها بقرص الشمس ·· وتوت عنخ آمون الذي حاز شهرة في العالم المعاصر· ومن أشـهـر ملكات هذه الأسرة عـلى سبـيـل المثال الـمـلـكـة إياح حتب زوجة الملك «سقنن رع»، والملكة «أحمس-نفرتاري» زوجة أحمس الأول، والملكة تي بنت الشعب وزوجة أمنحوتب الثالث وأم إخناتون، والملكة نفرتيتي زوجة إخناتون والملكة العظيمة حتشبسوت التي حكمت مصر قرابة عشرين عاما· وبلغت مصر في عهدها أعلى قمة في الحضارة والعمارة والتجارة الدولية حيث أرسلت البعثة البحرية التجارية والعلمية إلى بلاد «بونت» كذلك شيدت واحدا من أعظم الآثار المعمارية وأكثرها روعة وفخامة وهو معبد «الدير البحري» على الشاطئ الغربي للنيل في مواجهة الأقصر وهو معبد فريد في تصميمه وليس له مثيل بين معابد العالم القديم كلها ومعبد الكرنك الذي يعد أكبر معبد في العالم القديم · وشهد هذا العصر أيضا «ثورة إخناتون الدينية» حيث دعا إلى عبادة إله واحد ورمز له بقرص الشمس وأنشأ عاصمة جديدة للبلاد وأسماها «أخيتاتون»· والملك رمسيس الثانى الذي هزم الحيثيين وعقد مع ملكهم أول معاهدة سلام في التاريخ وبنى حوالي 6 معابد من أشهرها معبد أبو سمبل، ورمسيس الثالث الذي صد هجمات الليبيين وشعوب البحر المتوسط

### غزو الفرس لمصر
بعد تولي قمبيز الثاني ابن كورش الكبير العرش عمل على تثبيت دعائم حكمه وتأمين حدوده التي قامت فيها بعض القلاقل، وبعد أربعة سنوات بدأ في التفكير لاحتلال مصر وضمها إلى الإمبراطورية الفارسية. طلب قمبيز الثاني يد ابنة أحمس الثاني ولكنه رفض وقرر أن يرسل له ابنة الملك أبريس بدلا منها مما أصاب قمبيز بالغضب الشديد وعجل من احتلاله لمصر.
كانت مصر متمتعة في عهد أحمس الثاني بتقدم واستقرار كبير طوال مدة حكمه وبالرغم من ذلك كانت هناك بعض أوجه الضعف التي بدا أنها تشكل خطرا منها أن الجيش المصري كان عماده الأساسي كثير من العناصر الأجنبية المرتزقة مما يجعل ولائهم محل شك، وأيضا المنح التي كان يخصهم بها أحمس جعلتهم محل حسد وحقد من المصريين، وكان من نتيجة تلك الأمور أن فر أحد القادة في الجيش ويدعى فانيس إلى صفوف جيش قمبيز ووشى له بخطط الجيش المصري ومواقعه كما دله على مسالك الصحراء.
حاول أحمس الاستعداد للهجوم المتوقع من قبل قمبيز بمحاولة عقد حلف مع بلاد قبرص والطاغية بوليكرات من ساموس الذي كان يملك أسطولا كبيرا حتى تكون له السيادة البحرية ولكنه فشل حيث خذله وانضم إلى الفرس.
استطاع قمبيز تأمين الماء لجيشه من زعماء الأقاليم التي سوف يمر عليها جيشه في الصحراء الجنوبية، وفي هذه الأثناء توفى أحمس الثاني قبل أن يبدء قمبيز حملته ويصل إلى مصر وتولى ابنه بسماتيك الثالث الحكم خلفا لوالده وواجه جيش قمبيز بعد عبوره الصحراء العربية ووصله إلى القلعة الأمامية على حدود بيلوزيوم قرب بورسعيد، وقد هزم بسماتيك في تلك المعركة وانسحب إلى منف، واستمر قمبيز في تقدمه فوصل إلى عين شمس ثم إلى منف حيث واجهه بسماتيك مرة أخرى ولكنه هزم وأسر في هذه المعركة واستولى قمبيز على العاصمة، وأصبحت مصر ولاية فارسية

## العصر اليوناني
نجح الإسكندر المقدوني في هزيمة الفرس في آسيا الصغرى وواصل فتوحاته حتى الهند حيث استعان هناك بفريق بحري وطواقم استكشافية مصرية ، وقبلها نجح في طرد الفرس من مصر الذين لم يقاوموا  العام 333 ق·م. وقد توج الإسكندر نفسه ملكا على منهج الفراعنة ووضع أساس مدينة الإسكندرية ثم حج إلى معبد آمون في واحة سيوة والذي كان يتمتع بشهرة عالمية واسعة في ذلك الوقت ·
حكم البطالمة وهم السلالة التي انحدرت من بطليموس أحد قادة الإسكندر المقربين مصر منذ 333 حتى 30 ق·م، حيث تولى حكم مصر 15 ملكا بطلميا، وقد ظلت دولة البطالمة قوية في عهد ملوكها الأوائل ثم حل بها الضعف نتيجة لضعف ملوكها· واستغل الرومان الموقف وتأثر استقلال مصر حيث سعت روما لبسط نفوذها على مصر وقضت على البطالمة سنه 30 ق·م أيام حكم الملكة كليوباترا السابعة التي كانت آخر ملوك مصر البطلمية وانتهى استقلال مصر وانضمت إلى الامبراطورية الرومانية.

### مظاهر الحضارة المصرية في عهد البطالمة

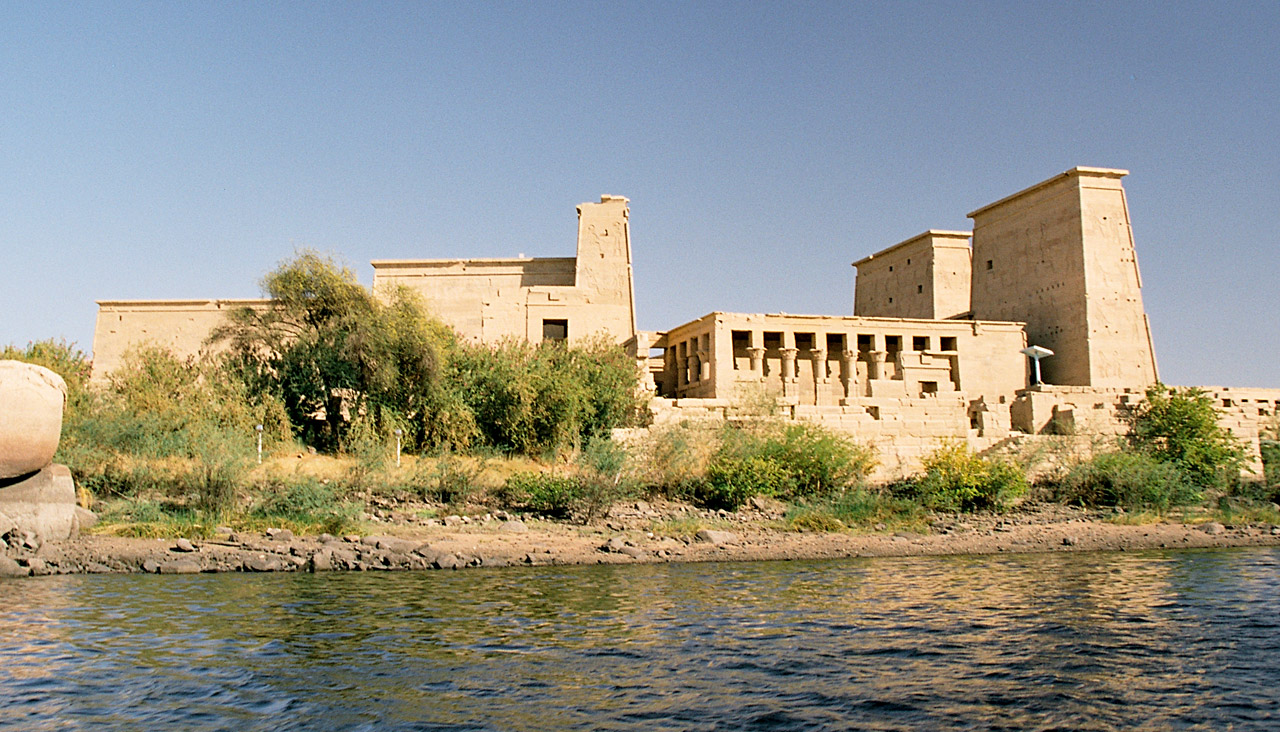
معبد فيلة الكبير

بنى البطالمة في الإسكندرية القصور والحدائق وأصبحت الإسكندرية مركزا للحضارة حيث ذاعت شهرتها في مجال الفن والعلم والصناعة والتجارة كما أنها كانت الميناء الأول في البحر المتوسط بفضل منارتها الشهيرة التي اعتبرها الإغريق إحدى عجائب الدنيا السبع·
وقد قامت بالإسكندرية حضارة إغريقية عظيمة تمثلت في:
- جامعة الإسكندرية (القديمة) التي أنشأها البطالمة ويرجع الفضل إلى علماء جامعة الإسكندرية في التوصل إلى حقائق علمية عن دوران الأرض حول الشمس وتقدير محيط الكرة الأرضية، واشتهرت الجامعة بدراسة الطب خاصة التشريح والجراحة ومن أشهر العلماء في جامعة الإسكندرية إقليدس عالم الهندسة، و«بطليموس» الجغرافى ومانيتون المؤرخ المصري·
- مكتبة الإسكندرية وأثرها الثقافى: أنشأ البطالمة في الإسكندرية مكتبة ضخمة كانت تعد أعظم مكتبة في العالم احتوت على أكثر من نصف مليون لفافة بردى، وقد أمر البطالمة أن يهدي كل زائر من العلماء مدينة الإسكندرية نسخة من مؤلفاته وبذلك وصل عدد الكتب بالمكتبة أكثر من 700 ألف كتاب·
- عمل البطالمة على احترام ديانة المصريين وقدموا القرابين للمعبودات المصرية، وشيدوا لها المعابد مثل معبد إدفو ومعبد دندرة ومعابد فيلة بأسوان، وكان البطالمة يظهرون في الحفلات الرسمية بزى الفراعنة.
- ضم بطليموس الأول إلى مصر عدد من الملحقات وهي برقة، جنوب سوريا، فينقيا، فلسطين وقبرص.

## العصر الروماني
دخل الرومان مصر العام 30 ق·م وأصبحت إحدى ولاياتها بل صارت مصر من أهم ولايات الامبراطورية الرومانية نظرا لأهميتها الاقتصادية، فمصر عرفت وقتها بأنها سلة غذاء الدولة الرومانية، وصارت الأسكندرية ثاني أهم مدن الإمبراطورية بعد روما واستمرت جامعة الأسكندرية (القديمة) بالعمل.
كما اشتهرت صناعة الزجاج والورق والكتان إضافة للعطور وأدوات الزينة في مصر.

## العصر القبطي
دخلت المسيحية مصر في منتصف القرن الأول الميلادي وذلك بدخول القديس مرقس إلى الإسكندرية وتأسيس أول كنيسة في مصر وأفريقيا بأسرها.
وقد عانى المسيحيون من اضطهاد الرومان لهم خصوصا في فترة الإمبراطور دقلديانوس الذي اتخذ القبط من عام توليه عرش الإمبراطورية بداية للتقويم السنوي لدى المسيحيين الأقباط.
أخذ العالم نواحي مختلفة من الأدب القبطي أهمها اقوال الاباء ثم خطب القديسين في كفاح الوثنية لتثبيت المسيحية ثم السحر ثم الأدب الدنيوي أو الشعبي. فأما أقوال الآباء فهي الأقوال الكنسية التي دعمت الرهبنة وبينت ناحيتيها النفسية والعملية وقد وفد على مصر من الشرق والغرب من دونوا هذه الأقوال وأثبتوها بلغاتهم اليونانية واللاتينية والسريانية وفتحت لهم هذه التعاليم المسيحية المحضة الطريق إلي الرهبنة فساروا على هديتها وانسجوا على منوالها. فالرهبان القبط في عصورهم الأولي عرفوا بالتقوى والتواضع فكانوا يعملون ويعلمون وجاءت أقوالهم بلغات مختلفة في كتاب بستان الرهبان وكتب الآباء الحاذقون في العبادة وكذلك في سيرهم، ظهر في مصر من القديسين الأقباط من لم يعرف العالم أقوى منهم شكيمة في تثبيت المسيحية والكفاح ضد الوثنية.

## العصر الإسلامي

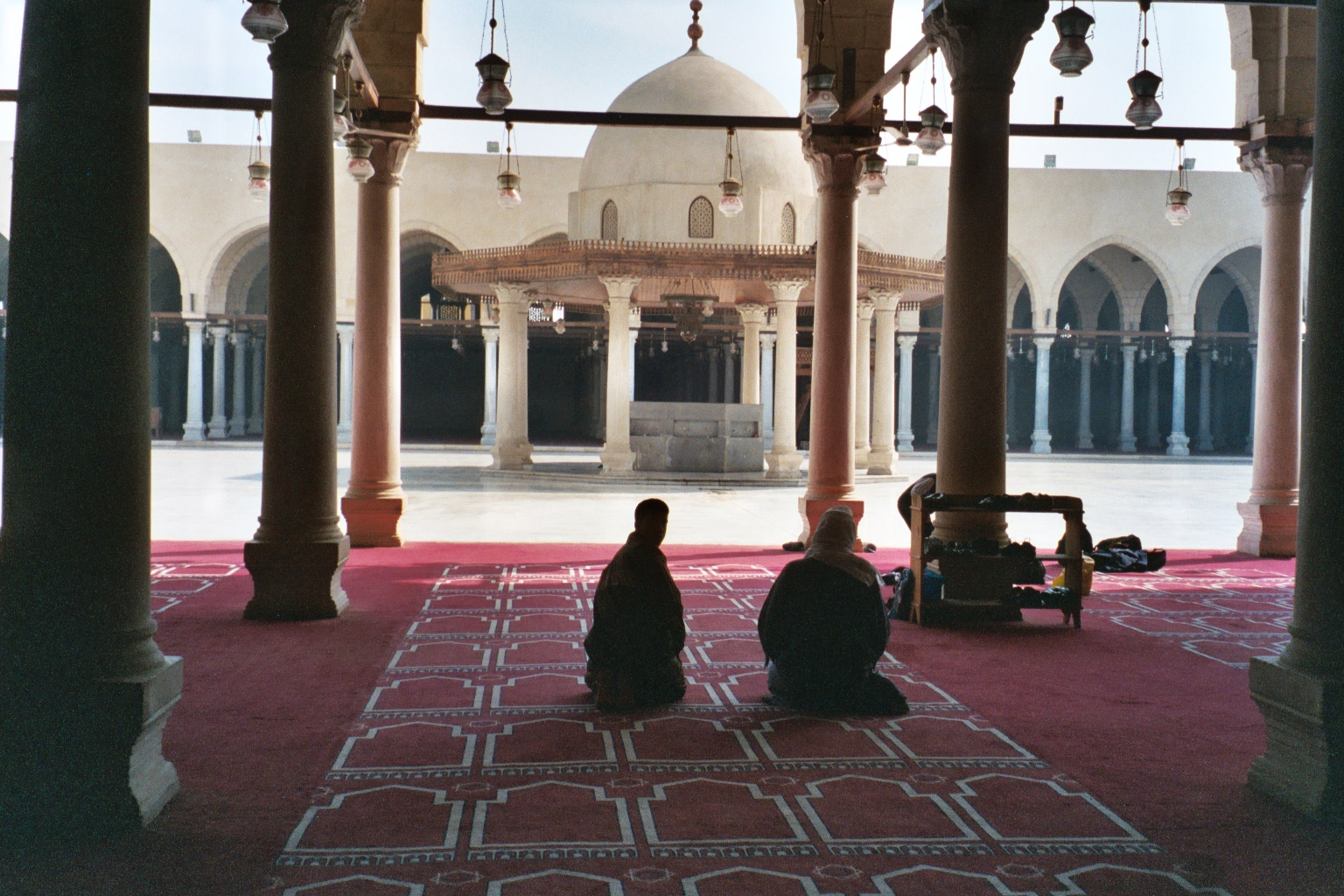
مسجد الفسطاط أول مسجد في مصر

دخل الإسلام مصر في عهد الخليفة العربي عمر بن الخطاب وبقيادة عمرو بن العاص العام 641 م. وشهدت مصر خلال فترة الحكم العربي الإسلامي تقدما في مجالات العمران والفنون مثل العمارة والزخارف والنقوش الإسلامية الطراز كما تم بناء العديد من المساجد والقلاع والأسوار.
و في العصر الفاطمي اعتبر الجامع الأزهر أشهر فنون العمارة في عهد الخلافة الفاطمية في مصر إضافة لعدة مظاهر أخرى وقد تم تسمية مدينة القاهرة بهذا الاسم في عهد الدولة الفاطمية حيث انهم ارادوا ان تكون هي عاصمة الخلافة الفاطمية التي تقهر الخلافة العباسية، كما بنيت في العصر الأيوبي قلعة صلاح الدين التي تعد أشهر قلاع مدينة القاهرة، إضافة إلى الثروة المعمارية التي ظهرت في العصر المملوكي.

## الأسرة العلوية

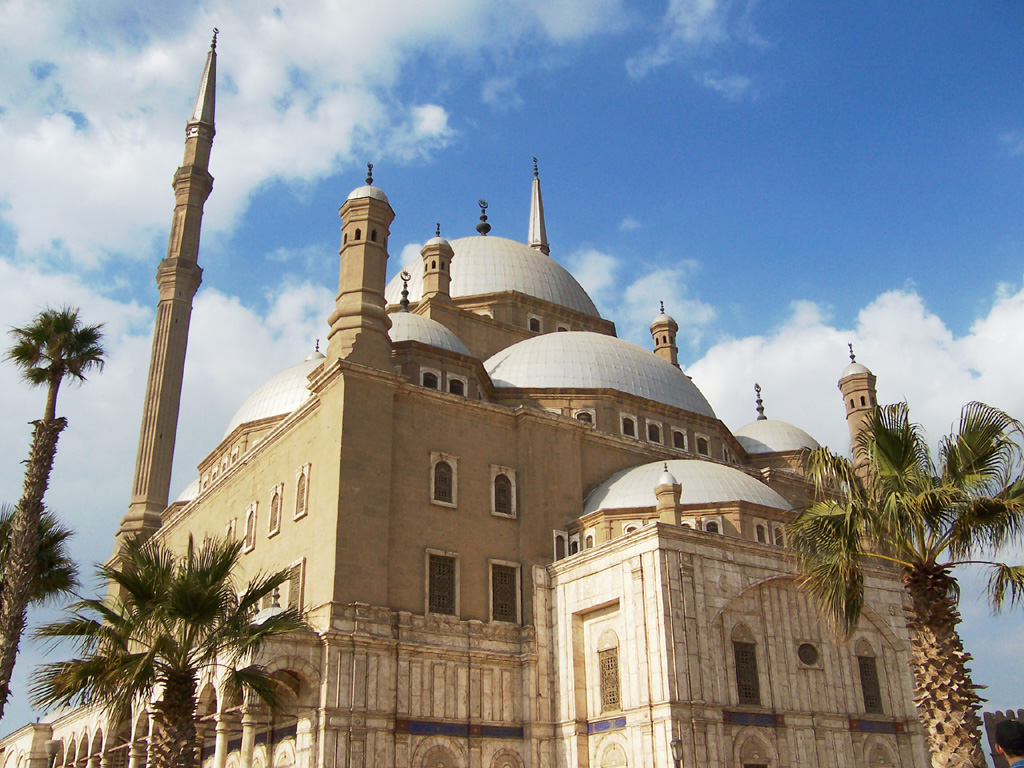
مسجد محمد علي الشهير في القاهرة

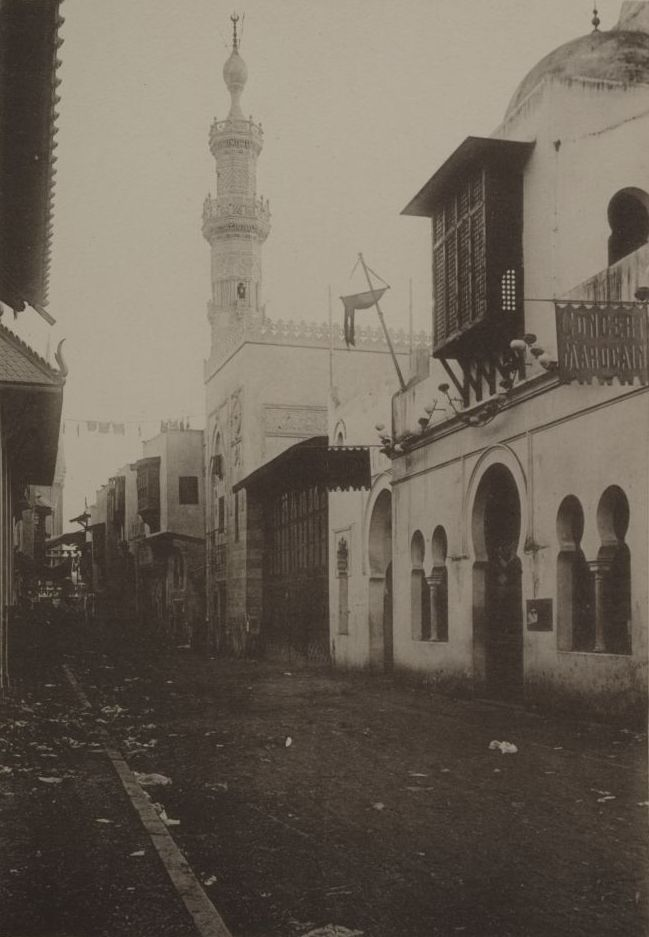
مسجد وحارة 1889م

يعتبر محمد علي مؤسس مصر الحديثة لما قام به من إصلاحات شملت جميع نواحي الحياة بما يتفق مع روح العصر الحديث وقتها، فبدأ ببناء جيش مصر القوى وأنشأ المدرسة الحربية، ونشأت صناعة السفن في بولاق والترسانة البحرية في الإسكندرية. وأصلح أحوال الزراعة والرى وأنشأ القناطر والسدود والترع، وأنشأ المصانع والمعامل لسد حاجة الجيش وبيع الفائض للأهالى، وفي مجال التجارة عمل محمد علي باشا على نشر الأمن لطرق التجارة الداخلية وقام بإنشاء أسطول للتجارة الخارجية حيث ازدهرت حركة التجارة في مصر.
ونشر التعليم لسد حاجة دواوين الحكومة فأنشأ المدارس على اختلاف مستوياتها وتخصصاتها وأرسل البعثات إلى أوروبا ونقل العلوم الحديثة.
وحاول أبناء محمد علي أن يسلكوا مسلكه في محاولة اللحاق بالحضارة الأوروبية، فقد شهدت البلاد في عهد الخديوى إسماعيل باشا نهضة تمثلت في الإصلاح الإداري كما شهدت الصناعة والزراعة نهضة وازدهاراً كبيراً في عهده واهتم بالبناء والعمارة، وأنشأ دار الأوبرا الخديوية، ومد خطوط السكك الحديدية، وفي العام 1869 افتتحت قناة السويس للملاحة الدولية في احتفال كبير.
وقد شهدت مصر عدة ثورات ضد التدخل الأجنبي حيث اشتدت الحركة الوطنية فكانت ثورة عرابى عام 1882 التي انتهت باحتلال بريطانيا لمصر  والتي أعلنت الحماية على مصر عام 1914 وانتهت تبعيتها الرسمية للدولة العثمانية.

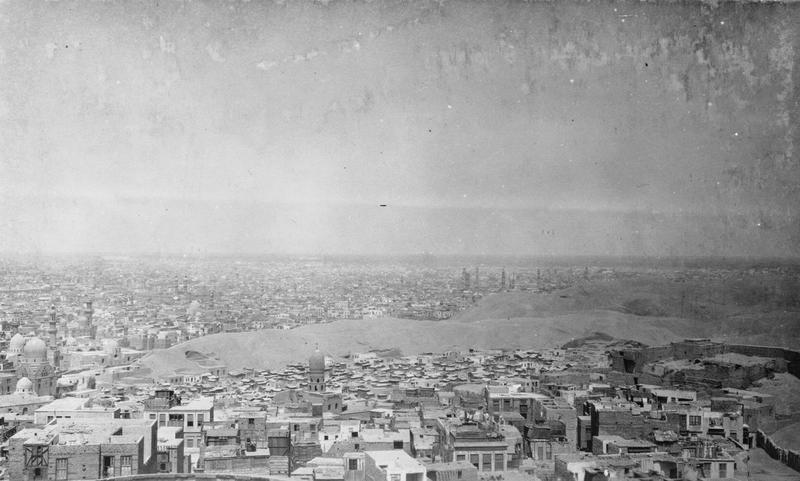
القاهرة تحت الاحتلال 1917م - المنظر للناظر إلى الشمال من القلعة

## الجمهورية الأولى
دخلت مصر إلى القرن العشرين وهي مثقلة بأعباء الاستعمار البريطانى بضغوطه لنهب ثرواتها، وتصاعدت المقاومة الشعبية والحركة الوطنية ضد الاحتلال بقيادة مصطفى كامل ومحمد فريد وظهر الشعور الوطني بقوة مع ثورة 1919 للمطالبة بالاستقلال وكان للزعيم الوطني سعد زغلول دور بارز فيها، ثم تم إلغاء الحماية البريطانية على مصر في عام 1922 والاعتراف باستقلالها وصدر أول دستور مصري عام 1923.

### عهد الثورة

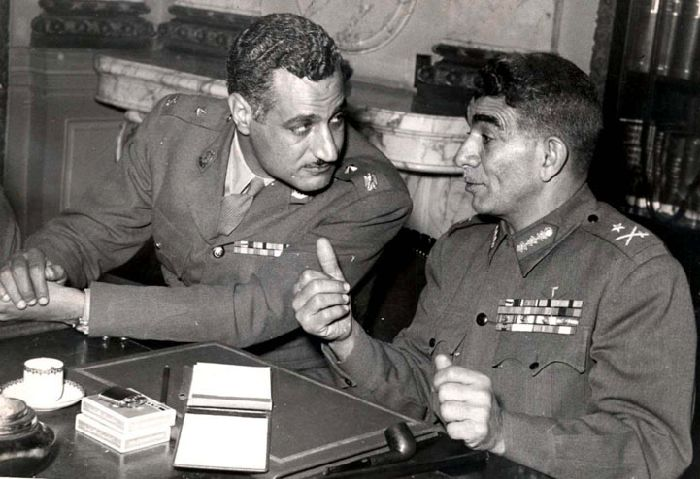
اللواء محمد نجيب وجمال عبد الناصر

قاد البكباشى جمال عبد الناصر واللواء محمد نجيب وآخرون من الضباط الأحرار المصريين ثورة 23 يوليو 1952. والتي قامت بالعديد من المهام من أهمها إصدار قانون الإصلاح الزراعي، ووضعت أول خطة خمسية للتنمية الاقتصادية والاجتماعية في تاريخ مصر عام 1960 ومحاولة تطوير الصناعة والإنتاج وتم إنشاء السد العالى 1960-1970 والذي يعد باختيار الأمم المتحدة أهم مشروع تنموى في العالم في القرن العشرين وقد خاضت مصر لأجل إتمام بنائه حربا طويلة ضد القوى العظمى التي كانت ترغب في كبح جماح مصر إبان حكم جمال عبد الناصر كما قامت بمساعدة البلاد في مجال التعليم والصحة والإنشاء والتعمير والزراعة. وفي مجال السياسة الخارجية عملت ثورة يوليو بقيادة جمال عبد الناصر على تشجيع حركات التحرير من الاستعمار كما اتخذت سياسة الحياد الإيجابي مبدآً أساسياً في سياساتها الخارجية وأصبحت مصر في تلك الفترة وباستحقاق عاصمة التحرر الوطني في العالم
قامت كل من إسرائيل وفرنسا وإنجلترا بعمل هجوم منظم علي مصر فيما سمي العدوان الثلاثي علي مصر وقد قام الجيش المصري والمقاومة الشعبية باعمال بطوليه لصد الفرنسيين والإنجليز اما إسرائيل فأخذت سيناء بالكامل ولكن صدر قرار من مجلس الأمن آنذاك برد جميع الأرض المحتلة إلى مصر وعدم شرعية الهجوم علي مصر.
قامت إسرائيل في 5 يونيو 1967 م بشن هجوم على مصر وسوريا والأردن واحتلت سيناء والجولان والضفة الغربية للأردن·
واستطاع جيش مصر برغم فداحة الخسارة أن يعبر هذه المحنة في صموده أمام القوات الإسرائيلية ودخوله حرب الاستنزاف، وفي ذلك الوقت توفى «جمال عبد الناصر» في سبتمبر 1970 وكانت جنازته من أكبر جنازات التاريخ.

### حرب أكتوبر

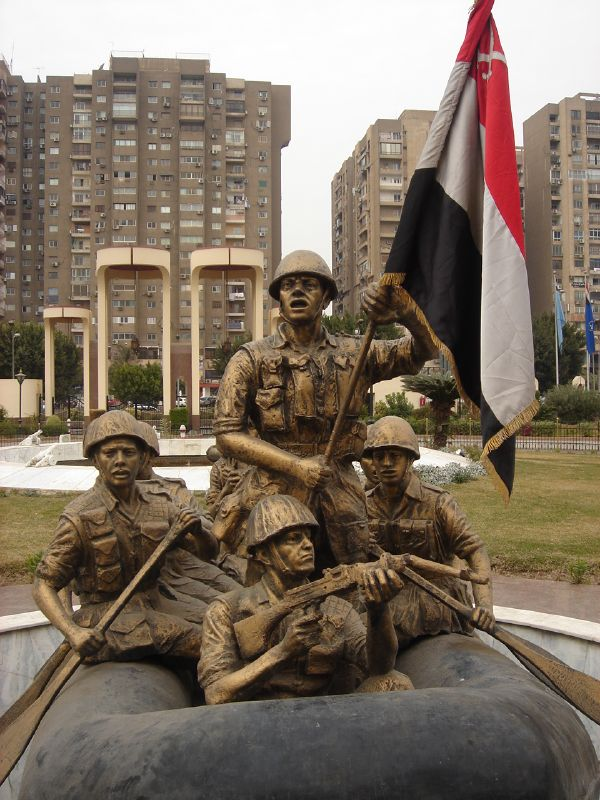
تمثال للجنود المصريون يعبرون قناة السويس

تولى محمد أنور السادات الحكم بعد جمال عبد الناصر، عمل على تسوية مشاكل الدولة الداخلية وإعداد مصر لخوض حرب لتحرير سيناء. في 6 أكتوبر 1973 في تمام الثانية ظهراً، نفذت القوات المسلحة المصرية والقوات المسلحة العربية السورية هجوماً على القوات الإسرائيلية في كل من شبه جزيرة سيناء والجولان. بدأت الحرب على الجبهة المصرية بالضربة الجوية التي شنتها القوات الجوية المصرية ضد القوات الإسرائيلية، وعبرت القوات المصرية إلى الضفة الشرقية ورفعت العلم المصري.

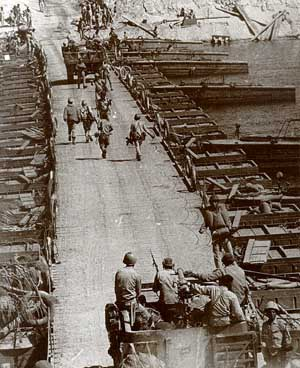
عبور القناة قي حرب أكتوبر

الرئيس أنور السادات دخل في تسوية النزاع العربي الإسرائيلي لإيجاد فرصة سلام دائم في منطقة الشرق الأوسط، فوافق على معاهدة السلام التي قدمتها إسرائيل (كامب ديفيد) في 26 مارس 1979 بمشاركة الولايات المتحدة بعد أن مهدت زيارة الرئيس السادات لإسرائيل في 1977، وانسحبت إسرائيل من شبه جزيرة سيناء تماما في 25 أبريل 1982 بانسحابها مع الاحتفاظ بشريط طابا الحدودي واسترجعت الحكومة المصرية هذا الشريط فيما بعد، بناء على التحكيم الذي تم في محكمة العدل الدولية فيما بعد·
أثار توقيع مصر لاتفاقية السلام وزيارة السادات لإسرائيل استياء داخل مصر وخارجها. فيرى مؤيدو هذه الاتفاقية أنها أعادت سيناء لمصر، ومهدت لإحلال السلام في الشرق الأوسط. بينما يرى معارضوها أن آثار هذه الاتفاقية أن عزلت دولة عربية لها ثقل سياسي وعسكري هي مصر عن الصراع العربي الإسرائيلي، وعملت على تحجيم نطاق تحرك الجيش المصري في سيناء، كما أنها أضعفت من دور مصر الريادي في العالم العربي. في 2 نوفمبر 1978 عقد مؤتمر لجامعة الدول العربية، تقرر فيه نقل مقر جامعة الدول العربية من مصر، وعلقت عضوية مصر من عام 1979 إلى 1989، شاركت في هذه القمة عشرة دول عربية بالإضافة إلى منظمة التحرير الفلسطينية، وقد عارضت الإمارات العربية المتحدة الخطوات العربية ضد مصر.

### اغتيـال السادات
بحلول خريف عام 1981 قامت الحكومة بحملة اعتقالات واسعة شملت رؤساء الحركات الإسلامية ومسئولي الكنيسة القبطية والكتاب المعارضين للرئيس السادات وصحفيين ومفكرين يساريين وليبراليين ووصل عدد المعتقلين في السجون المصرية إلى 1420 معتقلاً وذلك على إثر حدوث بوادر فتن واضطرابات شعبية رافضة للصلح مع إسرائيل ولسياسات الدولة الاقتصادية، وكان الرئيس السادات ينوي الإفراج عنهم فور تسلمه لأرض سيناء.
وفي 6 أكتوبر 1981 (بعد 31 يوم من إعلان قرارات الاعتقال)، تم اغتيال السادات في عرض عسكري كان يقام بمناسبة ذكرى حرب أكتوبر، وقام بقيادة عملية الاغتيال خالد الإسلامبولي التابع لمنظمة الجهاد الإسلامي التي كانت تعارض بشدة اتفاقية السلام مع إسرائيل ولم يرق لها حملة القمع المنظمة التي قامت بها الحكومة في شهر سبتمبر.وخلفه في الرئاسة نائب الرئيس محمد حسني مبارك.

### عهد مبارك

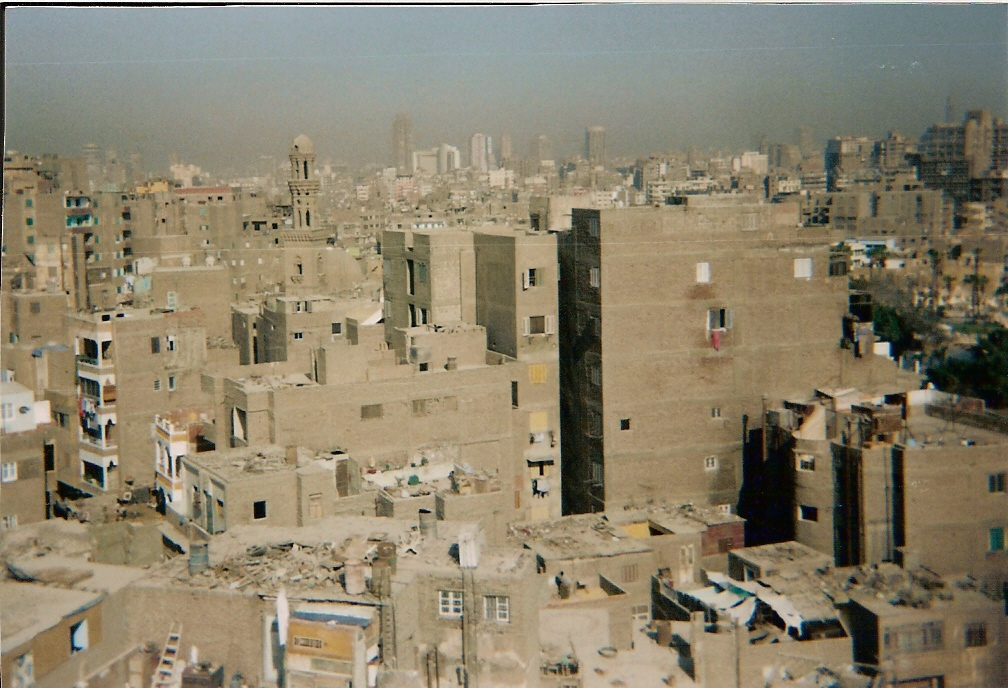
القاهرة 1998م

- 14 أكتوبر 1981 تولى محمد حسني مبارك رئاسة جمهورية مصر العربية، بعد ترشيح مجلس الشعب له.
- 5 أكتوبر 1987 أُعيد ترشيحه رئيساً للجمهورية لفترة رئاسية ثانية.
- 1993 أُعيد ترشيحه رئيساً للجمهورية لفترة رئاسية ثالثة.
- 26 سبتمبر 1999، أُعيد ترشيحه رئيساً للجمهورية لفترة رئاسية رابعة.
- كما تم انتخابه لفترة ولاية جديدة عام 2005 في أول انتخابات رئاسية تعددية تشهدها مصر عقب إجراء تعديل دستوري.

## الجمهورية الثانية

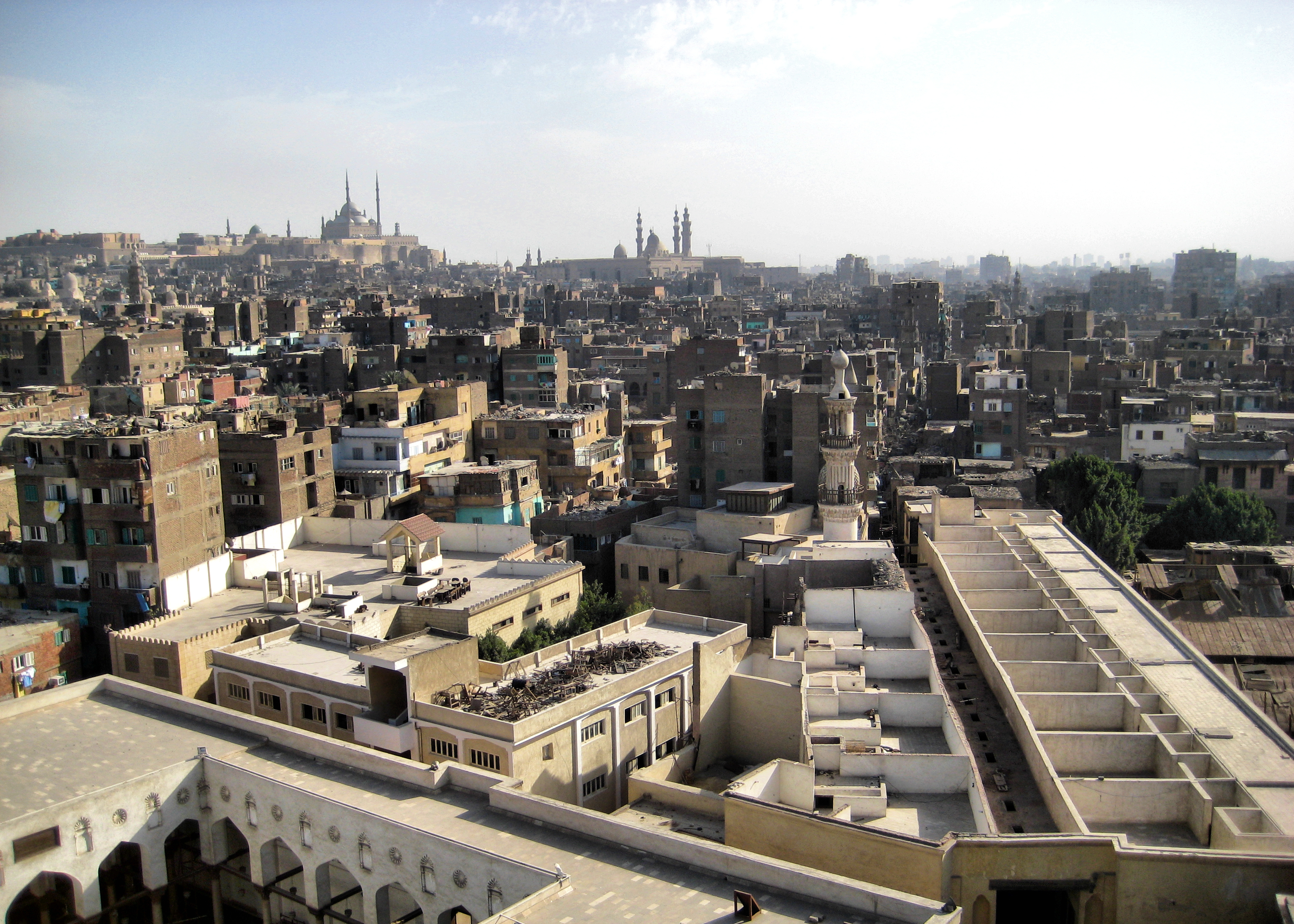

قامت في 25 يناير 2011 ثورة شعبية عرفت باسم ثورة 25 يناير، استمرت الاحتجاجات الجامعة 18 يومًا، وفي 11 فبراير أعلن محمد حسني مبارك تنحيه وكلف المجلس الأعلى للقوات المسلحة بإدارة شئون البلاد. وبدأت مصر مرحلة سميت مرحلة الانتقال الديمقراطي، أجري استفتاء لتعديل دستور 71 تضمن حصر فترات الرئاسة في مدتين فقط. ثم أجريت انتخابات لمجلس الشعب ومجلس الشورى. في 21 يونيو 2012، أعلن محمد مرسي رئيسًا للجمهورية بعد انتخابات رئاسية تعددية شارك فيها 13 مرشحًا.
دامت رئاسة محمد مرسي لمصر عامًا واحدًا إذ قامت مظاهرات في 30 يونيو 2013، ونفذت القوات المسلحة بقيادة وزير الدفاع عبد الفتاح السيسي انقلابًا عزلت به الرئيس وعين محله عدلي منصور رئيسًا مؤقتًا. احتشد أنصار الرئيس المعزول في ميدانين هامين في القاهرة والجيزة لمدة 65 يومًا، ثم فُض اعتصامهم وخلفت هذه العملية وتبعاتها مئات من القتلى.
وبعد فترة انتقالية مدتها سنة واحدة تمت انتخابات رئاسية ترشح فيها مرشحان فقط هما وزير الدفاع عبد الفتاح السيسي وحمدين صباحي. وأُعلن فوز السيسي برئاسة مصر بنسبة 96.1%.

## وصلات خارجية
- تاريخ مصر- الفترة الإسلامية